# Lesotho Fatse La Bontata Rona
Lesotho Fatse La Bontata Rona is het volkslied van het Afrikaanse land Lesotho sinds 1967. Het lied is geschreven door François Coillard, een Franse missionaris en de muziek is gemaakt door Ferdinand-Samuel Laur.

## Tekst
LESŌTHŌ FATŠE LA BO NTAT'A RŌNA
Lesōthō fatše la bo ntat'a rōna;
Ha ra mafatše le letle ke lona;
Ke moo re hlahileng,
ke moo re hōlileng,
Rea lerata,
Mōlimō ak'u bōlōke Lesōthō;
U felise lintoa le matšoenyeho;
Oho fatše lena;
La bo ntata rōna;
Le be le khotso.
Onafhankelijke staten: Algerije · Angola · Benin · Botswana · Burkina Faso · Burundi · Centraal-Afrikaanse Republiek · Comoren · Congo-Brazzaville · Congo-Kinshasa · Djibouti · Egypte · Equatoriaal-Guinea · Eritrea · Ethiopië · Gabon · Gambia · Ghana · Guinee · Guinee-Bissau · Ivoorkust · Kaapverdië · Kameroen · Kenia · Lesotho · Liberia · Libië · Madagaskar · Malawi · Mali · Marokko · Mauritanië · Mauritius · Marokko · Mozambique · Namibië · Niger · Nigeria · Oeganda · Rwanda · Sao Tomé en Principe · Senegal · Seychellen · Sierra Leone · Somalië · Soedan · Swaziland · Tanzania · Tsjaad · Togo · Tunesië · Zambia · Zimbabwe · Zuid-Afrika · Zuid-Soedan
Niet algemeen erkende landen: Somaliland · Westelijke Sahara
Afhankelijke gebieden: Mayotte · Réunion (onofficieel) · Saint Helena, Ascension and Tristan da Cunha (onofficieel)